# Edgar Reinhardt
Edgar Reinhardt (21 mei 1914 – 11 januari 1985) was een Duits handballer.
Op de Olympische Spelen van 1936 in Berlijn won hij de gouden medaille met Duitsland. Reinhardt speelde twee wedstrijden, waaronder de finale.
Willy Bandholz · Wilhelm Baumann · Helmut Berthold · Helmut Braselmann · Wilhelm Brinkmann · Georg Dascher · Kurt Dossin · Fritz Fromm · Hermann Hansen · Erich Herrmann · Heinrich Keimig · Hans Keiter · Alfred Klingler · Arthur Knautz · Heinz Körvers · Karl Kreutzberg · Wilhelm Müller · Günther Ortmann · Edgar Reinhardt · Fritz Spengler · Rudolf Stahl · Hans Theilig